# Anne-Catherine de Sayn-Wittgenstein
Anne-Catherine de Sayn-Wittgenstein (en allemand Anna Catherine von Sayn-Wittgenstein) est née à Wittgenstein (Allemagne) le 27 juillet 1610 et meurt à Kleinern le 1er décembre 1690. Elle est une noble allemande, fille du comte Louis II de Sayn-Wittgenstein (1571-1634) et d’Élisabeth Julienne de Solms-Braunfels (1578-1630).

## Mariage et descendance
Le 26 octobre 1634 elle se marie à Francfort avec Philippe VII de Waldeck (1613-1645), fils du comte Christian de Waldeck (1585–1637) et de Élisabeth de Nassau-Siegen (1584-1661). De ce mariage naissent:
- Christian-Louis de Waldeck (29 juillet 1635 – 12 décembre 1706), comte de Waldeck-Wildungen; marié à Anne-Élisabeth de Rappoltstein (1644-1678) puis à Jeannette de Nassau-Idstein (1657-1733)
- Josias II de Waldeck-Wildungen (31 juillet 1636 – 16 juillet 1669, tué au cours du Siège de Candie); marié à Wilhelmine-Christine de Nassau-Siegen
- Élisabeth-Julienne (1er août 1637 – 20 mars 1707), épouse Henri Wolrad de Waldeck-Eisenberg (1642-1664)
- Anne-Sophie (1er janvier 1639 – 3 octobre 1646)
- Jeanne (30 septembre 1639 – 2 octobre 1639)
- Philippine (5 novembre 1643 – 3 août 1644)